# 19462 Ulissedini
19462 Ulissedini este un asteroid din centura principală de asteroizi.

## Descriere
19462 Ulissedini este un asteroid din centura principală de asteroizi. A fost descoperit pe 27 aprilie 1998 la Prescott (Arizona) de Paul G. Comba. Asteroidul prezintă o orbită caracterizată de o semiaxă mare de 2,91 ua, o excentricitate de 0,10 și o înclinație de 2,2° în raport cu ecliptica.